# Melissa Jaffer
Melissa Jaffer (ur. 1 grudnia 1936 w Gladstone, Australia) – australijska aktorka telewizyjna oraz filmowa.

## Wybrana filmografia
Filmy 
- 1960: You Too Can Have a Body jako Riley
- 1974: Samochody, które zjadły Paryż, (The Cars That Ate Paris) jako Beth
- 1975: Ride a Wild Pony jako Pani Pirie
- 1976: Caddie jako Leslie
- 1978: Weekend of Shadows jako Vi
- 1982: Starstruck jako Pani Booth
- 1983: Molly jako ciotka Jenny
- 1989: Niemoralni, (The Delinquents) jako ciotka Westbury
- 1999: Komodo  jako babcia Patricka
- 2000: Moja matka, (My Mother Frank) jako Siostra Sebastian
- 2003: BlackJack jako Helen Kirsten
- 2015: Mad Max: Na drodze gniewu, (Mad Max: Fury Road) jako strażniczka nasion

 Seriale 
- 1969: Homicide - 1 odcinkek, jako Lorna Stacy
- 1996: G.P. - 17 odcinków, jako Dr. Maureen Riordan
- 2000-2003: Ucieczka w kosmos, (Farscape) - 23 odcinki, jako Utu-Noranti Pralatong